# Phoenix Mercury 1997
La stagione 1997 delle Phoenix Mercury fu la 1ª nella WNBA per la franchigia.
Le Phoenix Mercury vinsero la Western Conference con un record di 16-12. Nei play-off persero la semifinale con le New York Liberty (1-0).

## Roster
| N° | Naz.                   | Ruolo | Sportivo        | Anno | Alt. | Peso |
| -- | ---------------------- | ----- | --------------- | ---- | ---- | ---- |
| 0  | Stati Uniti (bandiera) | A     | Toni Foster     | 1971 | 185  | 79   |
| 3  | Stati Uniti (bandiera) | A     | Tia Jackson     | 1972 | 183  | 67   |
| 4  | Stati Uniti (bandiera) | G     | Ryneldi Becenti | 1971 | 168  | 64   |
| 7  | Australia (bandiera)   | G     | Michele Timms   | 1965 | 170  | 60   |
| 10 | Stati Uniti (bandiera) | G     | Nancy Lieberman | 1958 | 178  | 68   |
| 14 | Germania (bandiera)    | C     | Marlies Askamp  | 1970 | 196  | 90   |
| 21 | Stati Uniti (bandiera) | GA    | Umeki Webb      | 1975 | 178  | 73   |
| 22 | Stati Uniti (bandiera) | A     | Jennifer Gillom | 1964 | 191  | 79   |
| 24 | Giappone (bandiera)    | G     | Mikiko Hagiwara | 1970 | 175  | 73   |
| 24 | Stati Uniti (bandiera) | G     | Molly Tuter     | 1975 | 183  | 66   |
| 31 | Stati Uniti (bandiera) | G     | Tara Williams   | 1974 | 180  | 77   |
| 32 | Stati Uniti (bandiera) | G     | Bridget Pettis  | 1971 | 175  | 68   |
| 42 | Stati Uniti (bandiera) | A     | Monique Ambers  | 1970 | 193  | 77   |

## Staff tecnico
Allenatore: Cheryl Miller

Vice-allenatore: Steve Smith

Preparatore atletico: Carolyn Griffiths